# Ta mina ögon
Ta mina ögon (originaltitel: Te doy mis ojos) är en spansk romantisk dramafilm från 2003 i regi av Icíar Bollaín.

## Handling
Pilar (Laia Marull) bor ihop med Antonio (Luis Tosar) men trots att han ofta får vredesutbrott och misshandlar henne återvänder hon alltid till honom. Hon rymmer en dag med deras barn.

## Rollista (i urval)
- Laia Marull – Pilar
- Luis Tosar – Antonio
- Candela Peña – Ana
- Rosa Maria Sardà – Aurora
- Kiti Manver – Rosa
- Sergi Calleja – terapeut